# مارسيل كونز
مارسيل كونز هو لاعب كرة قدم سويسري، ولد في 24 مايو 1943 في Gerlafingen ‏ في سويسرا، وتوفي في 22 يوليو 2017 في بازل في سويسرا. شارك مع منتخب سويسرا لكرة القدم. أما مع النوادي، فقد لعب مع نادي بازل ونوردشتيرن بازل.

## وصلات خارجية
- مارسيل كونز على موقع قاعدة بيانات كرة القدم.إي يو (الإنجليزية)
- مارسيل كونز على موقع ناشيونال فوتبول تيمز (الإنجليزية)
- مارسيل كونز على موقع عالم كرة القدم.نت (الإنجليزية)